# Adolf Stahr

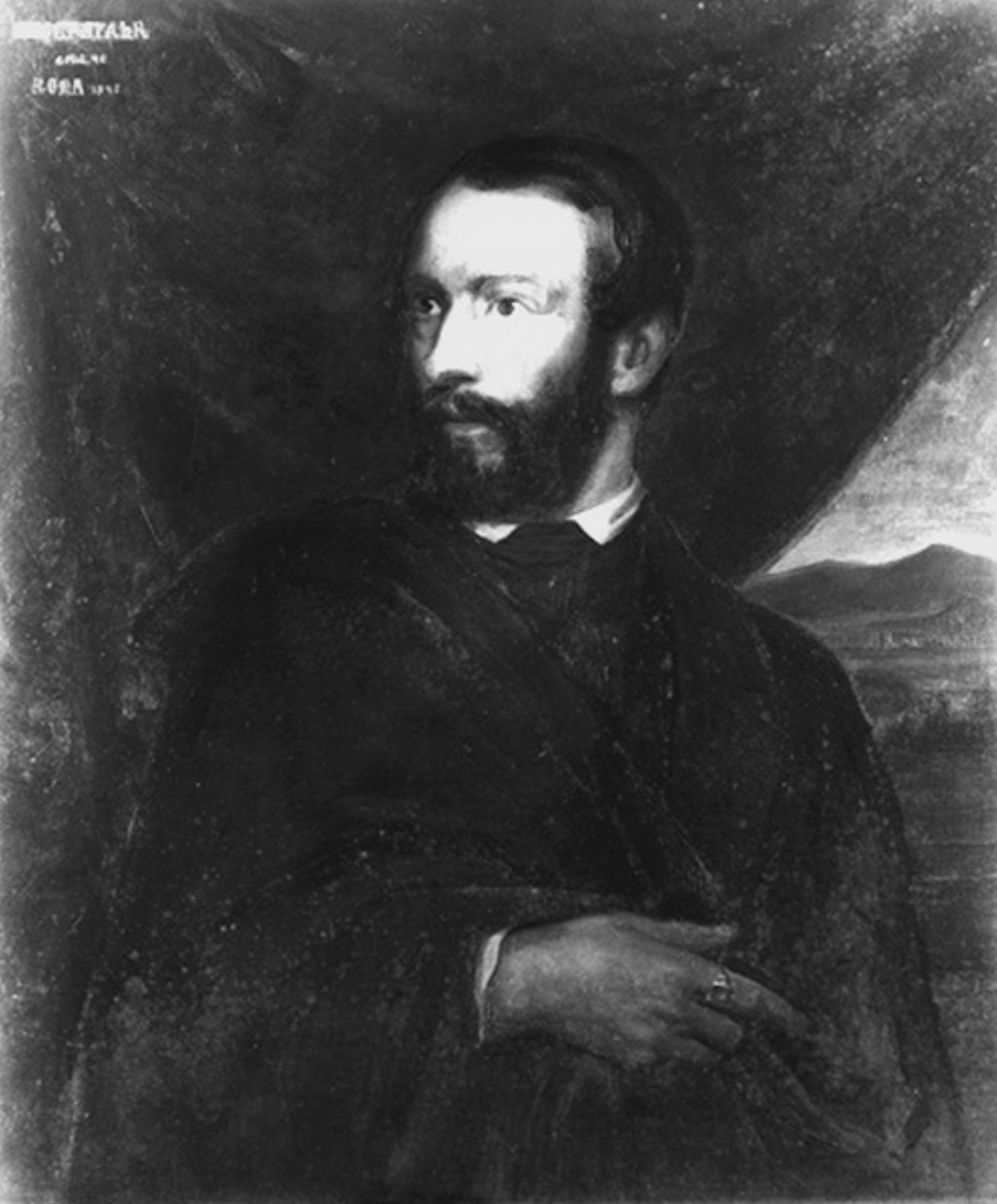
Adolf Stahr, porträtiert von Wilhelm Steinhäuser (1845)

Adolf Wilhelm Theodor Stahr (* 22. Oktober 1805 in Prenzlau; † 3. Oktober 1876 in Wiesbaden) war ein deutscher Schriftsteller und Historiker.

## Leben
Adolf Stahr, Sohn des Feldpredigers und späteren Pfarrers in Wallmow (Uckermark) Johann Adam Stahr (1768–1839), besuchte das Gymnasium in Prenzlau, ging 1825 auf Wunsch der Eltern zum Studium der Theologie nach Halle, wechselte aber bald wegen seiner Begeisterung für das klassische Altertum das Fach und studierte Philologie. Während seines Studiums schloss er sich 1825 der zu der Zeit verbotenen Halleschen Burschenschaft an und entging einer Haftstrafe deswegen nur, weil ihn sein jüngerer Bruder Carl in polizeilichen Verhören deckte. Nach seinem Studium war er zehn Jahre Lehrer am Königlichen Pädagogium der Franckeschen Stiftungen in Halle. 1828 promovierte er zum Dr. phil. mit einer Arbeit über den Begriff der Tragödie bei Aristoteles. In Halle publizierte Stahr in den von seinen Kollegen am Pädagogium Theodor Echtermeyer und Arnold Ruge radikal-philosophischen Hallischen Jahrbüchern für deutsche Wissenschaft und Kunst kritische Beiträge zur Literatur. Stahr heiratete 1834 Marie Krätz (1813–1879), die Tochter des Leipziger Schulinspektors August Kraetz und der Sophie Caroline geb. Thierot. Aus der Ehe gingen fünf Kinder hervor, drei Jungen (Alwin, Adolf und Edo) und zwei Mädchen (die späteren Pianistinnen Anna und Helene).
1836 wurde er als Konrektor und Professor an das Alte Gymnasium in Oldenburg berufen. In Oldenburg widmete er sich neben seinen pädagogischen Aufgaben und publizistischen Arbeiten bevorzugt dem Oldenburger Theater, das er – angeregt durch das Beispiel von Karl Immermann in Düsseldorf – mit seinen Freunden Ferdinand von Gall, Julius Mosen und weiteren zu einer politischen Musterbühne machen wollte. Während von Gall ab 1842 als Theaterintendant und Mosen als Dramaturg wirkten, betätigte sich Stahr vor allem als Theaterkritiker. Eine Sammlung mit theaterkritischen Arbeiten Stahrs erschien 1845 (Oldenburgische Theaterschau, 2 Bde.). Das Großherzogliche Hoftheater in Oldenburg wurde in dieser Zeit von einem relativ unbedeutenden Unterhaltungstheater der Biedermeierzeit zu einer der wichtigen Spielstätten des politischen deutschen Theaters. Zur Aufführung kamen hier auch zahlreiche Stücke moderner Autoren wie Karl Gutzkow oder Robert Prutz.
In Oldenburg war Stahr an der Gründung verschiedener geselliger Vereinigungen maßgeblich beteiligt. Er gehörte 1839 zu den Mitbegründern des Literarisch-geselligen Vereins, der zum geistigen und geselligen Mittelpunkt des Biedermeier der Residenzstadt wurde und stand dem Verein von 1843 bis 1844 als Präsident vor. Ferner gründete er den Lesezirkel Philosophicum und war an der Gründung des Oldenburger Kunstvereins beteíligt. Mit Maximilian Heinrich Rüder, Carl Bucholtz und Dietrich Christian von Buttel gründete er 1843 die Neuen Blätter für Stadt und Land, die erste liberale Zeitung, die die Bevölkerung zur Mitarbeit am politischen Leben erziehen wollte und für die Einführung einer Verfassung eintrat. Bereits nach einem Jahr zog sich Stahr, ebenso wie Buttel und Bucholtz, bereits wieder aus dem Herausgeberkollegium zurück.
Wegen seines schlechten Gesundheitszustandes ließ sich Stahr 1845 beurlauben und machte langjährige Reisen durch Italien, die Schweiz und nach Paris, wo er u. a. mit Heinrich Heine verkehrte. Ende 1845 lernte Stahr in Rom die Schriftstellerin Fanny Lewald kennen. Zwischen beiden entbrannte eine leidenschaftliche Beziehung, beide machten in den folgenden Jahren mehrere Reisen, schrieben und arbeiteten gemeinsam. 1852 gab Stahr seinen Brotberuf als Lehrer auf, trat in den Ruhestand, siedelte nach Berlin über, ließ sich 1854 von seiner ersten Frau scheiden und heiratete 1855 Fanny Lewald. Er widmete sich fortgesetzt seinen vielseitigen schriftstellerischen Arbeiten. 1849 war ein dreibändiger Roman Die Republikaner in Neapel erschienen, konnte die Kritik aber nicht überzeugen. 1849/50 folgte eine Darstellung der Revolution von 1848 in Preußen (Die Preußische Revolution, 2 Bde.), es kamen mehrere Reisebücher heraus, kunsthistorische Arbeiten (Torso. Kunst, Künstler und Kunstwerke der Alten, 2 Bde. 1854/55), Übersetzungen von Aristoteles, biographische und literarhistorische Werke über Gotthold Ephraim Lessing (G. E. Lessing. Sein Leben und seine Werke, 1859, 2 Bde.) und Johann Wolfgang von Goethe (Goethes Frauengestalten, 1865–68, 2 Bde.), die zum Teil sehr hohe Auflagen erreichten. Stahr setzte sich in dieser Zeit auch intensiv mit der politischen Umwälzung der frühen römischen Kaiserzeit auseinander und verfasste mehrere Biographien zu Personen dieser Epoche, die er in der Verlagsbuchhandlung I. Guttentag in Berlin veröffentlichte (Tiberius, 1863; Cleopatra, 1864; Römische Kaiserfrauen, 1865; Agrippina, die Mutter Neros, 1867). Eine Auswahl verstreut erschienener Essays und Kritiken erschien in vier Bänden 1871–75 (Kleine Schriften zur Literatur und Kunst).
Auch in Berlin suchte Stahr Anschluss an Persönlichkeiten aus Politik und Kultur und knüpfte zusammen mit seiner Frau mit regelmäßigen Salon-Zusammenkünften der Berliner Gesellschaft an die Tradition der Salons Bettina von Arnims und Rahel Varnhagens an. Seine politischen Einstellungen wechselten dabei. Zunächst war er liberal eingestellt und setzte sich für den Parlamentarismus und gegen den preußischen Staat und seine Repräsentanten, den preußischen König und Otto von Bismarck ein. Nach dem Ausbruch der Revolution von 1848 wurde er dahingehend auch politisch aktiv und publizierte auch in diesem Bereich Bücher sowie politische Artikel in verschiedenen Zeitungen. Außerdem trat er der Deutschen Fortschrittspartei bei. Später wandte er sich von diesen Positionen ab, votierte, wie viele Angehörige des Bildungsbürgertums, für die Kleindeutschen Lösung und wurde gleichsam zu einem Bewunderer Otto von Bismarcks.
Die deutsche Kleinstaaterei bekämpfte Stahr vehement und zeigte außerdem eine ausgeprägte Franzosenfeindlichkeit, besonders gegenüber Kaiser Napoleon III. Er trat für den Deutsch-Französischen Krieg ein und begrüßte die Niederlage Frankreichs und die Deutsche Reichsgründung.
Stahrs letzte Lebensjahre waren von Krankheit und zunehmender Resignation gekennzeichnet. Er litt 1875 an einer schweren Lungenentzündung und starb ein Jahr später während einer Kur in Wiesbaden. Seine letzte Ruhestätte fand er auf dem dortigen Alten Friedhof. Seine 1889 in Dresden verstorbene Frau Fanny wurde später an seiner Seite beigesetzt.

## Einordnung
Stahr gehörte zu den wichtigsten und einflussreichsten Kritikern in Vor- und Nachmärz. Politisch nahm er eine entschieden liberale Position ein und war mit vielen liberal-demokratischen Politikern und Publizisten wie etwa Arnold Ruge befreundet. Seine Lessing-Biographie war dem preußischen Demokraten Johann Jacoby gewidmet. Nach dessen Tod tilgte Fanny Lewald in einer Neuauflage die Zueignung an Jacoby und widmete das Werk Otto von Bismarck.
Stahr war sowohl als Altphilologe, Theaterkritiker und als Schriftsteller umstritten und zum Teil vehementer Kritik ausgesetzt. Trotzdem prägte er das geistige und kulturelle Leben der Stadt Oldenburg in den 1830er- und 1840er-Jahren. Auch Stahrs Bruder Karl Ludwig Stahr (1812–1863) war publizistisch tätig.
1995 wurde von dem Hamburger Kaufmann Holger Cassens auf Anregung von Gerhard Kegel der mit 4000 Euro dotierte „Adolf-Stahr-Preis“ gestiftet. Seit 1996 wird er alle zwei Jahre für Arbeiten im schriftstellerischen und historischen Bereich vergeben, die einen direkten Bezug zur Uckermark oder zur Stadt Prenzlau aufweisen.

## Schriften

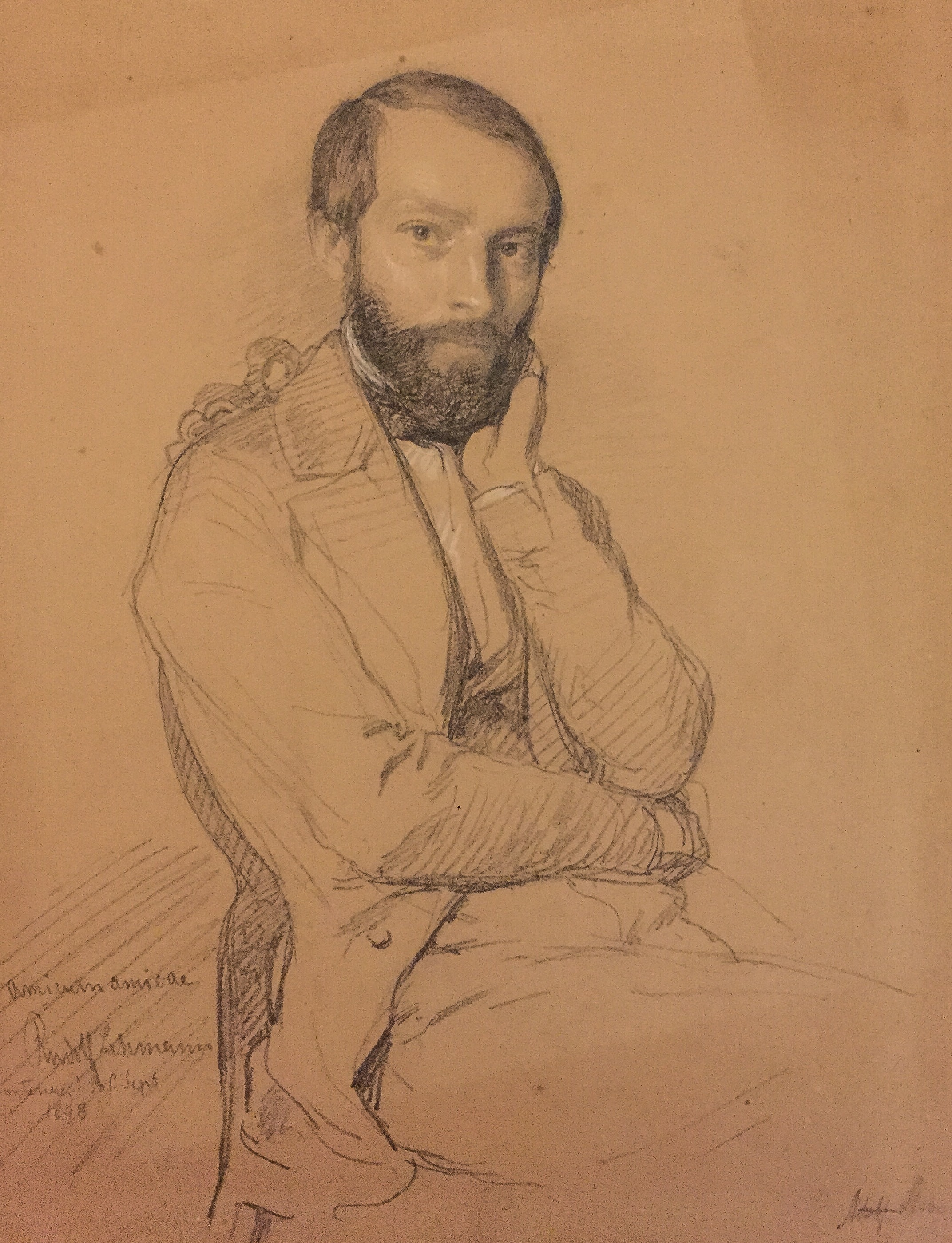
Adolf Stahr im Jahr 1848

- Aristotelia. Leben, Schriften und Schüler des Aristoteles, Halle: Waisenhaus, 1830–32
- Aristoteles bei den Römern, Leipzig: Lehnhold, 1834
- Johann Heinrich Merck. Ein Denkmal, Oldenburg: Schulze, 1840
- Bettina und ihr Königsbuch, Hamburg: Verlags-Comptoir, 1844
- Theodor von Kobbe. Ein Denkstein, Oldenburg: Schulze, 1845
- Ein Jahr in Italien, 3 Bde., Oldenburg: Schulze, 1847–50
- Die Republikaner in Neapel. Historischer Roman, 3 Bde., Berlin: Schultze, 1849
- Die Preußische Revolution, Oldenburg: Stalling, 1850 (2., vermehrte Auflage ebenda, 1851)
- Zwei Monate in Paris, 2 Bände, Oldenburg: Schulze, 1851
- Weimar und Jena. Ein Tagebuch, 2 Bde., Oldenburg: Schulze, 1852
- Torso. Kunst, Künstler und Kunstwerke der Alten, 2 Bde., Braunschweig: Vieweg, 1854–55
- Nach fünf Jahren. Pariser Studien aus dem Jahre 1855, 2 Bände, Oldenburg: Schulze, 1857
- Sueton's Kaiserbiographien. Verdeutscht von Adolf Stahr, Stuttgart: Hoffmann, 1857
- Herodian's Geschichte des römischen Kaiserthums seit Marc Aurel. Deutsch von Adolf Stahr. Stuttgart: Hoffmann, 1858
- G. E. Lessing: Sein Leben und seine Werke, 2 Bde., Berlin: Guttentag, 1859
- Aristoteles und die Wirkung der Tragödie, Berlin: Guttentag, 1859
- Aristoteles' Poetik. Übersetzt und erklärt von Adolf Stahr, Stuttgart: Krais & Hoffmann, 1860
- Aristoteles' Politik. Übersetzt und erläutert von Carl Stahr und Adolf Stahr, Stuttgart: Krais & Hoffmann, 1860
- Herbstmonate in Oberitalien, Oldenburg: Schulze, 1860
- Fichte, der Held unter den deutschen Denkern. Ein Lebensbild zur Säcularfeier seines Geburtstages, Berlin: Janke, 1862
- Aristoteles' drei Bücher der Redekunst. Übersetzt von Adolf Stahr, Stuttgart: Krais & Hoffmann, 1862
- Tiberius (Bilder aus dem Alterthume), Berlin: Guttentag, 1863
- Aristoteles' nikomachische Ethik. Übersetzt und erläutert von Adolf Stahr, Stuttgart: Krais & Hoffmann, 1863
- Cleopatra (Bilder aus dem Alterthume), Berlin: Guttentag, 1864
- Römische Kaiserfrauen, Berlin: Guttentag, 1865
- Goethes Frauengestalten, 2 Bände, Berlin: Guttentag, 1865–1868 (5. Auflage 1875) (Digitalisat)
- Agrippina, die Mutter Neros, Berlin: Guttentag, 1867
- Ein Winter in Rom, Berlin: Guttentag, 1869 (gemeinsam mit Fanny Lewald)
- Ein Stück Leben. Gedichte, Berlin: Guttentag, 1869
- Tacitus' Geschichte der Regierung der Kaiser Claudius und Nero. (Annalen, Buch XI-XVI.) Uebersetzt und erklärt von Adolf Stahr, Berlin: Guttentag, 1870
- Er muß nieder! Sturmglockenrufe wider den Einbrecher (zum Deutsch-Französischen Krieg), Berlin: Guttentag, 1870
- Aus der Jugendzeit: Lebenserinnerungen, 2 Bde., Schwerin: Hildebrand, 1870–77
- Kleine Schriften zur Litteratur und Kunst, 4 Bde., Berlin: Guttentag, 1871–75
- Ludwig Geiger (Hrsg.): Aus Adolf Stahrs Nachlaß. Briefe von Stahr nebst Briefen an ihn, Oldenburg und Leipzig: Schulze, 1903